# 믹돌

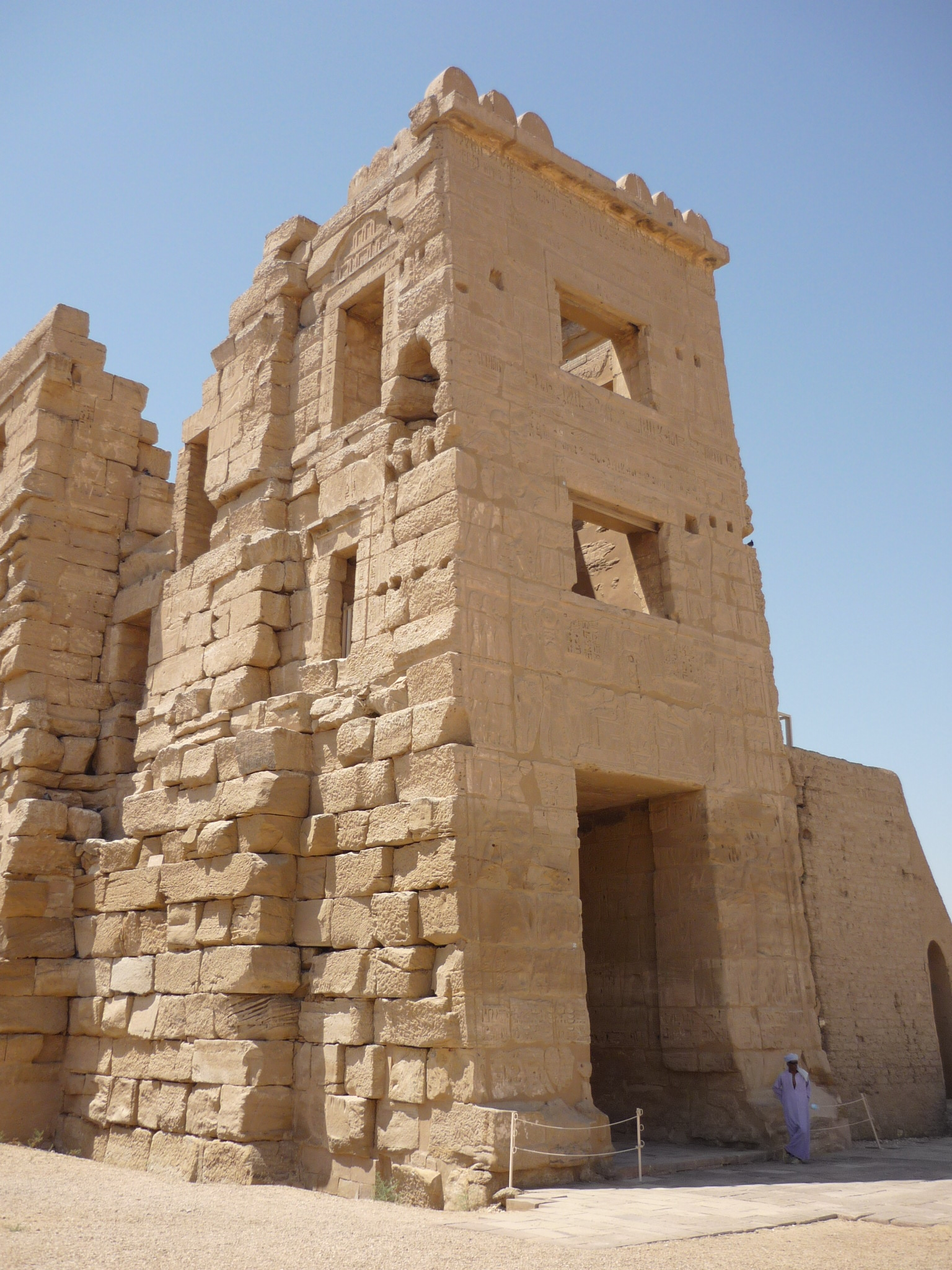
이집트 테반 네크로폴리스 메디넷 하부의 믹돌

믹돌 또는 믹달은 히브리어 단어(מגדּלה מגדּל, מגדּל מגדּול)로, 크기나 높이에서 오는 탑, 높은 단상(연단 또는 강단), 또는 강 안의 솟아오른 강둑을 의미한다. 물리적으로는 요새화된 땅, 즉 성벽 도시나 성, 플랫폼과 같이 솟아오른 강둑처럼 높은 땅, 망루 등을 의미할 수 있다.

## 어원
"믹돌"은 "요새", "방어시설" 또는 "요새지"를 의미하는 이집트어(mktr), 메크테르(mekter) 또는 므가티르(mgatir)에서 온 외래어이며, 콥트어에서의 해당 용어는 ⲙⲉϣⲧⲱⲗ 메슈톨(meštôl)이다. (비유적으로 "탑"은 자랑스러운 권위의 함의를 갖는다.) 그러나 이 단어는 다시 "보거나 지켜보다"를 의미하는 아카드어 동사 다갈루(dagalu)에서 유래한 원래의 북서셈어군 용어 마그달루(magdalu)에서 이집트어로 들어온 것이 분명하다. 이 지명이 망대와 연관되어 있다는 점은 아랍어의 아랍어 마즈달(majdal) 또는 마즈달루나(majdaluna)와 관련된 아랍 지명을 가진 유적지들이 청동기 시대 중심지들 사이의 길목에 전략적으로 위치했다는 사실로 확인된다.
고고학적으로 믹돌은 전통적으로 특정 유형의 사원으로 식별되어 왔으며, 예를 들어 하솔, 메기도, 텔 하로르, 펠라, 세겜 등에서 그 예가 발견되었다. 그러나 고대 문헌에서는 사사기 9장의 믹돌-세겜에 대한 한 구절과 성경학자들의 연관성을 제외하고는 어떤 사원도 믹돌로 확인되지 않는다. 이러한 식별은 의문스럽다고 볼 수 있으며, 특히 레반트 지역에서 주요 도로 위의 중요한 조망점과 관련된 60개 이상의 지명 증거를 고려할 때 더욱 그렇다.

## 히브리어 성경에 언급된 믹돌 또는 믹달 지명
출애굽기는 이스라엘 자손이 홍해를 건너기 전에 믹돌과 피하히롯 사이에 진을 쳤다고 기록한다. 또한 몇몇 성경 외 자료에도 나타난다. 파피루스 아나스타시스 V (20:2-3)는 믹돌이 19왕조의 파라오 세티 1세에 의해 건설되었음을 암시하는데, 이 왕은 피람세스 도시를 처음 세웠던 왕과 동일하다. 호루스의 길 지도에 따르면 믹돌은 사자 거주지 동쪽에 위치하며, 이 거주지는 시나이반도 북쪽 해안과 발라 호수 어귀 근처의 텔 엘-보르그에 위치한 것으로 밝혀졌다. 정확한 위치는 T-211 유적지로 확인되었다.
여호수아기는 유다 왕국의 요새 도시 중 하나인 '갓의 망대' 믹달-갓과 납달리의 요새 도시 중 하나인 '하나님의 망대' 믹달-엘을 언급했다 (여호수아 19:38).
예레미야는 예레미야 44:1에서 기원전 587년 예루살렘 공방전 이후 유대인들이 정착한 이집트의 세 도시인 타흐판헤스, 멤피스와의 지리적 근접성을 들어 믹돌을 언급했다. 이때 도시의 이름은 텔 케두아로 위치를 옮겼다.
에제키엘은 이집트 땅의 길이를 "믹돌에서 시에네(아스완)까지"라고 묘사하며 믹돌을 언급했다 (에제키엘 29:10, 에제키엘 30:6).
슈타의 편지들은 "이집트의 마그달루"를 언급하며, 윌리엄 F. 올브라이트는 이를 히브리어 성경의 믹돌과 동일시했다.

## 현대 이스라엘의 믹달 지명
이스라엘 북부 지구에 믹달이라는 이름의 도시가 티베리아스에서 북쪽으로 8km 떨어져 있다.
믹달 하에메크는 오늘날 이스라엘의 도시로, 나사렛 서쪽 키숀 강으로 둘러싸인 큰 언덕에 위치해 있다.